# Mestna občina Ljubljana
Mestna občina Ljubljana (s kratico MOL) je mestna občina s 300.354 prebivalci (2025), največja v Sloveniji, ki obsega mesto Ljubljana, glavno mesto Slovenije z nekaj manjšimi okoliškimi naselji, zlasti vzhodno in deloma tudi severozahodno od mesta. Zavzema površino 275 km2. Je najbolj naseljena občina v Sloveniji.
MOL meji na naslednje občine: Ig, Škofljica, Grosuplje, Ivančna Gorica, Šmartno pri Litiji, Litija, Dol pri Ljubljani, Domžale, Trzin, Mengeš, Vodice, Medvode, Dobrova - Polhov Gradec in Brezovica. Dolžina občinske meje znaša 137,3 km.
Na ozemlju nekdanjih petih ljubljanskih mestnih občin je bilo sredi 1990-ih ustanovljenih več manjših občin: na ozemlju nekdanje občine Vič - Rudnik so to Škofljica, Ig, Velike Lašče, Dobrova - Polhov Gradec, Brezovica in tudi Horjul (ki se je osamosvojil od prejšnje dobrovsko-horjulsko-polhograjske občine), dve sta nastali z izločitvijo iz šišenske občine (Medvode in Vodice), ena pa iz delov ozemelj občin Moste - Polje in Bežigrad (Dol pri Ljubljani). To ozemlje, ki se danes prekriva z Upravno enoto Ljubljana, zdaj (2020) šteje preko 360.000 ljudi. Urbano območje mesta z vsemi satelitskimi naselji in mesti pa ni skladno s tem ozemljem, pač pa sega še na področje občin Grosuplje, Log - Dragomer, Vrhnika, Logatec, Trzin, Domžale, Mengeš, Škofja Loka, Kamnik, Komenda, celo Kranj ...  

## Upravna delitev

### Četrtne skupnoti
Mestna občina Ljubljana je razdeljena na 17 ožjih delov – teritorianih skupnosti oziroma četrtnih skupnosti
| Četrtne skupnosti so: - Bežigrad - Center - Črnuče - Dravlje - Golovec - Jarše - Moste - Polje - Posavje - Rožnik - Rudnik - Sostro - Šentvid - Šiška - Šmarna gora - Trnovo in - Vič | - ČS Šiška (736 ha, 35.532 prebivalcev) - ČS Bežigrad (724 ha, 34.670 prebivalcev) - ČS Center (507 ha, 25.795 prebivalcev) - ČS Moste (340 ha, 21.659 prebivalcev) - ČS Polje (2210 ha, 20.394 prebivalcev) - ČS Rožnik (835 ha, 17.014 prebivalcev) - ČS Trnovo (718 ha, 16.777 prebivalcev) - ČS Dravlje (1111 ha, 15.645 prebivalcev) - ČS Jarše (906 ha, 14.394 prebivalcev) - ČS Šentvid (1583 ha, 14.216 prebivalcev) - ČS Vič (1438 ha, 13.995 prebivalcev) - ČS Rudnik (2548 ha, 13.905 prebivalcev) - ČS Golovec (827 ha, 12.199 prebivalcev) - ČS Črnuče (1810 ha, 11.641 prebivalcev) - ČS Posavje (905 ha, 9901 prebivalcev) - ČS Sostro (8856 ha, 6816 prebivalcev) - ČS Šmarna gora (1443 ha, 4965 prebivalcev) |

## Naselja v občini
Besnica, Brezje pri Lipoglavu, Dolgo Brdo, Dvor, Češnjica, Črna vas, Gabrje pri Jančah, Gunclje, Janče, Javor, Lipe, Ljubljana, Mali Lipoglav, Mali Vrh pri Prežganju, Malo Trebeljevo, Medno, Pance, Podgrad, Podlipoglav, Podmolnik, Prežganje, Ravno Brdo, Rašica, Repče, Sadinja vas, Selo pri Pancah, Spodnje Gameljne, Srednje Gameljne, Stanežiče, Šentpavel, Toško Čelo, Tuji Grm, Veliki Lipoglav, Veliko Trebeljevo, Vnajnarje, Volavlje, Zagradišče, Zgornja Besnica, Zgornje Gameljne.
Večina samostojnih naselij v mestni občini (izven naselja Ljubljana) leži v četrtni skupnosti Sostro (25), po štiri so v ČS Šentvid in Šmarna gora, dve v ČS Rudnik (Črna vas, Lipe) ter po eno v ČS Polje (Podgrad) in Dravlje (Toško čelo). Skupaj štejejo med 8.-9.000 ljudmi.

## Zgodovina občine
Marca 1849 je bil razglašen Provizorični zakon o občinah, ki je določal, da pomembnejša mesta prejmejo svoje statute. Statut za Ljubljano so sprejeli junija 1850 in ljubljanska občina je takrat obsegala: notranje mesto (razdeljeno na 4 okraje), Poljane, Šentpetrsko predmestje (razdeljeno na dva okraja), Kapucinsko predmestje, Gradišče, Karlovško predmestje s Kurjo vasjo, Trnovsko predmestje s Karolinsko zeljo in Krakovsko predmestje.
Prvotni statut je, z dvema spremembama leta 1868 in 1876, veljal do leta 1887, ko je bil sprejet novi občinski red. V naslednjih desetletjih se je območje Ljubljane postopoma širilo z vključitvijo večjih delov ozemlja, leta 1910 je ljubljanska občina tako obsegala: Šolski okraj, Šentjakobski okraj, Dvorski okraj, Kolodvorski okraj, Vodmat ter okraj, h kateremu so spadali predmestni kraji Črna vas, Ilovica, Hauptmanca, Karolinska zemlja, Hradeckega vas in Kurja vas (Kurji dvor).
Oktobra 1929 je bil sprejet Zakon o nazivu in razdelitvi kraljevine na upravna območja, ki je določal, da se obča uprava v kraljevini Jugoslaviji vrši po banovinah, srezih ter občinah. Dravska banovina je imela svoj sedež v Ljubljani.  Statut iz leta 1887 je, z nekaterimi spremembami v letih 1898 in 1910, ostal v praktični veljavi vse do sprejetja Zakona o mestnih občinah leta 1934. Z zakonom so nekdanje statutarne občine ostale veljavne, vendar so se te imenovale »mestne občine« in ne več »avtonomne občine« ali »občine z lastnim statutom«.
Zakon iz leta 1934 je vseboval tudi določila o označitvi mestnih meja v naravi in o popravkih mestnih meja na račun sosednjih občin ali o spojitvi cele sosednje občine k mestu. Še pred vpeljavo tega zakona je bil priključen k mestu Sv. Krištof, leta 1935 pa je nastala tako imenovana Velika Ljubljana, ko se je mesto povečalo kar za petkratni obseg. K ozemlju mesta so bile priključene celotne občine Šiška, Moste in Vič, južni del občine Ježica, od Polja jugozahodni del katastrske občine Šmartno in od občine Dobrunje Štepanja vas.
Kot glavno mesto je bila Ljubljana opredeljena v razglasu Mestnega narodnoosvobodilnega odbora glavnega mesta Ljubljana avgusta 1945. Mesto je bilo razdeljeno na rajone, ti pa na četrti.
Zakon o upravni razdelitvi federalne Slovenije iz septembra 1945 je bil prvi zakon, ki je urejal teritorialno razdelitev v Sloveniji po koncu druge svetovne vojne. Ozemlje Slovenije je bilo razdeljeno na 5 okrožij, med njimi je bilo Okrožno mesto Ljubljana, ki je bilo izvzeto iz ljubljanskega okrožja. Okrožno mesto Ljubljana je bilo razdeljeno na 10 mestnih četrti: Center, Tabor, Rakovnik, Moste, Vič, Bežigrad, Šiška, Polje, Ježica in Št. Vid.  Septembra 1946 se je uveljavilo ime Okrožje Ljubljana mesto, januarja 1947 pa ponovno Glavno mesto Ljubljana, ki je bilo od februarja 1948 do aprila 1952 spet razdeljeno na rajone.
Zakon o upravni razdelitvi Ljudske republike Slovenije, sprejet februarja 1948, je Slovenijo razdelil na glavno mesto Ljubljana, okraje in kraje. V letu 1949 se pojavijo nove upravno-teritorialne enote – oblasti, ki so delovale do njihove ukinitve januarja 1951. Za mesto Ljubljana je bilo v maju 1949 določeno, da se kot glavno mesto Ljudske republike Slovenije izloči iz oblasti kot posebna upravna enota.  Z Zakonom o razdelitvi Ljudske republike Slovenije aprila 1952 se je ozemlje Slovenije delilo na mesta, okraje in občine. Glavno mesto Ljubljana je bilo razdeljeno na ožje mestno območje, občino Polje in občino Šentvid.
Z vzpostavitvijo komunalnega sistema leta 1955 je logika občine kot komune izbrisala razlikovanje med navadnimi in mestnimi občinami. Zakon o območjih okrajev in občin v Ljudski republiki Sloveniji, sprejet junija 1955, je Slovenijo razdelil na 11 okrajev, ki so bili razdeljeni na skupaj 130 občin. Okraj Ljubljana je imel svoj sedež v Ljubljani in je obsegal skupaj 23 občin. Mesto Ljubljana je bilo razdeljeno na devet občin: Ljubljana - Bežigrad, Ljubljana - Center, Ljubljana - Črnuče, Ljubljana - Moste, Ljubljana - Polje, Ljubljana - Rudnik, Ljubljana - Šentvid, Ljubljana - Šiška in Ljubljana - Vič.
Leta 1964 je bilo objavljeno prečiščeno besedilo Zakona o območjih okrajev in občin v Socialistični republiki Sloveniji. Zakon je opredeljeval 4 okraje v Sloveniji, okraj Ljubljana s sedežem v Ljubljani je štel 26 občin. Ljubljana je bila razdeljena na 5 občin, in sicer občine Ljubljana - Bežigrad, Ljubljana - Center, Ljubljana - Moste - Polje, Ljubljana - Šiška in Ljubljana - Vič - Rudnik.
Do leta 1965 so bile spremembe v oblikovanju teritorialnih enot pogoste, nato pa je bilo do leta 1994 izvedenih relativno malo sprememb. V letu 1965 je bil sprejet Ustavni zakon o odpravi okrajev v SR Sloveniji, v skladu s katerim je bil ukinjen tudi okraj Ljubljana.  Leta 1974 je bila sprejeta Ustava Socialistične republike Slovenije, s katero se je položaj občin le malo spremenil, uzakonjena pa je bila krajevna skupnost. V petih občinah mesta Ljubljane je bilo 129 krajevnih skupnosti.
Z nastankom samostojne in neodvisne države Republike Slovenije je nova ustavna ureditev občino opredeljevala kot temeljno obliko lokalne samouprave. Oktobra 1994 je državni zbor sprejel Zakon o ustanovitvi občin ter o določitvi njihovih območij, s katerim je bila ustanovljena enotna Mestna občina Ljubljana. Pripadla sta ji večja dela Občine Ljubljana - Bežigrad in občine Ljubljana - Moste - Polje, celotna občina Ljubljana - Center, del občine Ljubljana - Šiška in manjši del Občine Ljubljana - Vič - Rudnik.